# Isabella Karle
Isabella Helen Lugoski, més coneguda com a Isabella Karle (2 de desembre de 1921, Detroit, Míchigan - 3 d'octubre de 2017, Alexandria, Virginia) va ser una físicoquímica, cristal·lògrafa i investigadora nord-americana que va desenvolupar tècniques per determinar l'estructura tridimensional de molècules amb cristal·lografia de raigs X. Karle ha rebut diversos premis i reconeixements per les seves contribucions científiques, com la National Medal of Science, i el Navy Distinguished Civilian Service Award, el reconeixement de més rang que la Marina pot concedir als empleats civils.

## Biografia

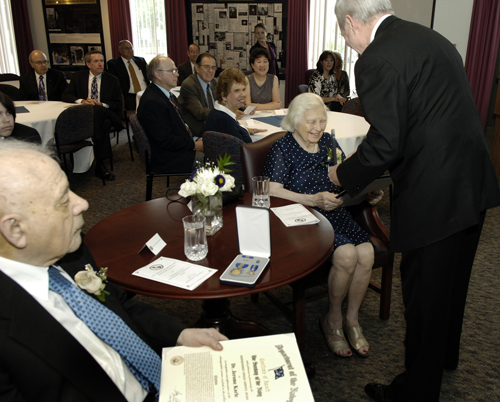
Isabella (asseguda al centre) i Jerome Karle (al fons a l'esquerra) en la seva cerimònia de jubilació el 2009.

Isabella Helen Lugoski va néixer a Detroit, Míchigan, EUA, el 2 de desembre de 1921, en una família d'immigrants polonesos. Va decidir estudiar la carrera de Química després de cursar un any d'aquesta assignatura a l'escola. Amb una beca va estudiar a la Universitat de Michigan i es va llicenciar en Fisicoquímica als dinou anys. Després va completar un màster en Ciència i un doctorat en Ciències Físiques el 1940. Durant la seva estada a la universitat va conèixer Jerome Karle, amb qui es va casar el 1942.
Isabella Karle va treballar en el Projecte Manhattan durant la Segona Guerra Mundial, en el desenvolupament de tècniques per a l'extracció de clorur de plutoni a partir de materials amb contingut d'òxid de plutoni. En acabar la guerra, va tornar per un temps breu a Míchigan, on va ser la primera dona membre de la Facultat de Química.
El 1946, va començar a treballar en el United States Naval Research Laboratory, on va romandre fins al final de la seva carrera. Allí va realitzar importants avanços en el desenvolupament d'aplicacions pràctiques per a les idees del seu marit per resoldre l'estructura de cristalls mitjançant l'anàlisi directa de la difracció de raigs X. Les seves contribucions van ser clau per confirmar experimentalment la validesa d'aquests mètodes, pels quals Jerome Karle i el seu col·laborador Herbert A. Hauptman van obtenir el premi Nobel de Química de 1985. Usant aquestes tècniques, Isabella Karle va aconseguir determinar l'estructura de nombroses molècules orgàniques, com els esteroides, alcaloides, toxines, ionòfors i pèptids. A més de l'impacte d'aquesta àrea de recerca en química i biologia, en el desenvolupament de productes farmacèutics i en medicina, les estructures elucidades per Karle van servir de base per al desenvolupament de mètodes computacionals en la cristal·lografia de raigs X. Fou escollida sòcia de l'Acadèmia Nord-americana de les Arts i les Ciències el 1993. També va ser Presidenta de l'Associació Americana de Cristal·lografia, i membre de diversos comitès nacionals per a l'avanç de la química i cristal·lografia.
Al juliol de 2009, es va jubilar al costat del seu marit després de més de seixanta anys al servei del Govern dels Estats Units. La cerimònia de jubilació va comptar amb la presència del llavors Secretari de l'Armada dels Estats Units, Raig Mabus, qui va atorgar a tots dos investigadors el Navy Distinguished Civilian Service Award, el reconeixement de més rang per part de la Marina dels Estats Units cap als empleats civils.

## Premis
Isabella Karle va rebre molts premis i reconeixements, entre els quals:
- Medalla Garvan-Olin (1978), atorgada a dones nord-americanes que s'han distingit en el camp de la química.
- Premi Gregori Aminoff (1988), concedit per la Reial Acadèmia de les Ciències de Suècia per contribucions destacades en cristal·lografia.
- Premi Bower (1993), reconeixement de l'Institut Franklin als assoliments científics. Karle va ser la primera dona que va rebre aquest premi.
- National Medal of Science (1995), el més alt reconeixement científic als Estats Units.
- Navy Distinguished Civilian Service Award (2009).